# John Smyth
John Smyth (Nottinghamshire, 1566 - 28 de agosto de 1612, Ámsterdam) fue un  pastor anglicano, bautista, luego menonita de Inglaterra y un defensor del principio de libertad religiosa. Los historiadores consideran a John Smyth como uno de los fundadores de la denominación bautista.

## Biografía
Se piensa que Smyth era hijo de John Smyth, un hacendado de Sturton-le-Steeple, Nottinghamshire. Cursó sus estudios en el Queen Elizabeth's High School en Gainsborough. Completó su formación teológica en el Christ’s College en Cambridge.  En el año 1594, Smyth fue ordenado en Inglaterra como sacerdote anglicano. Ejerció como profesor hasta 1598. Como antesala de su futuro, fue el encuentro con el movimiento puritano calvinista y la amistad con sus antiguo tutor Francis Johnson, conocido separatista inglés.

## Ministerio
Poco después de su ordenación, rompió con la Iglesia de Inglaterra y se fue a Holanda, donde él y su pequeña congregación comenzaron a estudiar la Biblia intensivamente. Tras ello fue nombrado en 1600 predicador de la ciudad de Lincolnshire, pero ya para 1602 sus posturas habían llevado a un rompimiento de su parte con la Iglesia de Inglaterra. Se hizo rápidamente impopular en Lincolshire. En los sermones suyos que hoy se conservan se lo ve como un puritano, que abogó siempre por el bautismo del creyente.
La separación de John Smyth no fue tal hasta que el rey Jacobo I de Inglaterra dictó las leyes antipuritanas en la Conferencia de Hampton Court, en el año 1604. Smyth se integra definitivamente al Movimiento Separatista en Lincolnshire y por un breve tiempo será uno de sus grandes líderes.
La presión política sobre el movimiento fue de tal magnitud, que ya en el año 1607 Smyth se vio obligado a huir con Thomas Helwys y sus seguidores a Ámsterdam. Fue en Holanda donde Smith descubrió la teología anabaptista y retuvo sus principios, en particular sobre el bautismo del creyente por inmersión, opuesto al  bautismo infantil y el memorial de la Cena, opuesto a consubstanciación y transubstanciación.
En 1608 publicó The Differences of the Churches, en el que explicaba las características de una iglesia bíblica:
- La adoración: Al principio, Smyth insistió en que la verdadera adoración proviene del corazón y que no debería haber otros libros que la Biblia en la adoración. La oración, el canto y la predicación deben ser solo espontáneos. No leyó la traducción de la Biblia durante el culto, prefiriendo la versión en idioma original. Esta idea surgió de la creencia de que la adoración debe ser guiada por el Espíritu Santo.[6]
- Los oficios de la iglesia: En segundo lugar, Smyth reinstauró el esquema primitivo de oficios de la iglesia, los cuales son el pastor y el diácono. Una iglesia podría tener varios pastores.
- Financiamiento de la iglesia: En tercer lugar, el apoyo financiero de la iglesia debe provenir solo de los miembros y no del gobierno, porque eso significaría darles control sobre la iglesia.[7]

En 1609, tras un profundo estudio de las Escritura, Smyth con Thomas Helwys y los miembros de su congregación llegaron a la conclusión de que el bautismo debía ser administrado al creyente adulto que ha expresado por su propia voluntad su fe en Jesucristo, bautismo del creyente (en oposición del bautismo infantil). Tras haber estudiado las Escrituras, los bautistas que habían sido bautizados cuando niños, se dieron cuenta de que debían ser bautizados nuevamente. Como no había ningún otro ministro para administrar el bautismo, Smyth se bautizó a sí mismo (por eso se le dice The Se-Baptist, de la palabra latina se, que significa ‘sí mismo’), y procedió a bautizar la congregación con Thomas Helwys. A pesar de esta opinión generalizada, el Dr. John Clifford, citado en General Baptist Magazine (Londres, julio de 1879, vol. 81), registra lo siguiente con fecha de 24 de marzo de 1606: «...esta noche, a medianoche, el anciano John Morton bautizó a John Smyth, Vicario de Gainsborough, en el río Don. Estaba tan oscuro que nos vimos obligados a tener luces de antorcha. El anciano Brewster oró, el señor Smyth hizo una buena confesión, se fue a Epworth con sus ropas empapadas, pero no sufrió ningún daño. La distancia era de más de dos millas. Todos nuestros amigos estaban presentes. Al Dios Trino sea la alabanza...» Tras llegar a dicha interpretación, decidieron unirse para formar la primera iglesia bautista del mundo moderno.
En febrero de 1610, Smyth y otros miembros de la iglesia escribieron una carta a una comunidad menonita en Waterland (Países Bajos) para unirse a su movimiento. Esto resultó en su excomunión de la iglesia por Thomas Helwys. Smyth y parte de la iglesia se unieron a una iglesia menonita, mientras que Helwys y parte de la iglesia regresaron a Inglaterra para fundar la primera iglesia bautista permanente allí, en 1612.

## Fin de la vida
Murió el 28 de agosto de 1612 en Ámsterdam.